# ジョー・コッカー

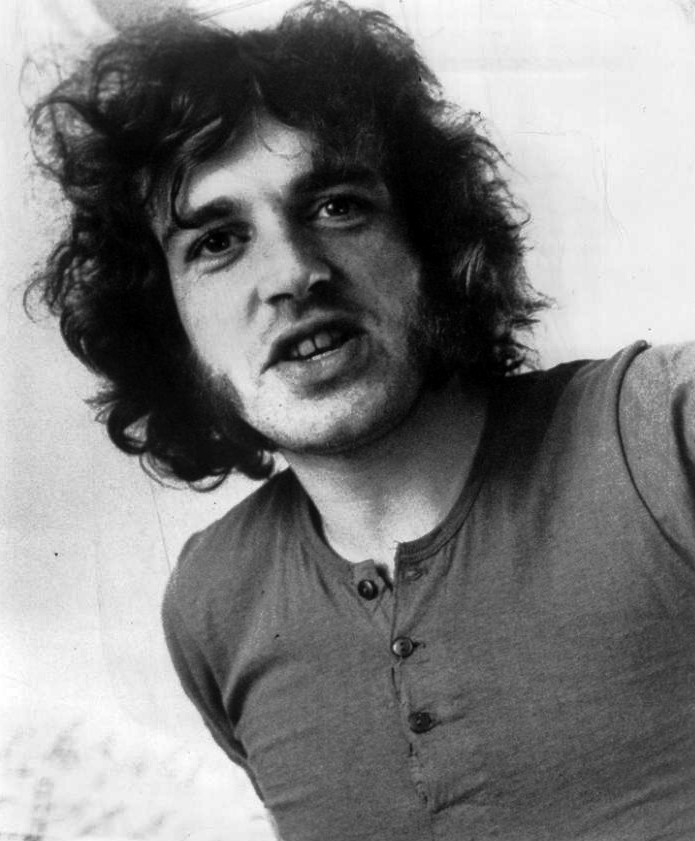
ジョー・コッカー（1969年）

ジョン・ロバート・コッカー（John Robert Cocker OBE、1944年5月20日 - 2014年12月22日）は、イングランドの歌手。
「ローリング・ストーンの選ぶ歴史上最も偉大な100人のシンガー」において第97位。

## 略歴
サウス・ヨークシャー州シェフィールド出身。公務員の息子として生まれ育ち、学校を辞めガスの配管工として働きながら15歳頃からパブで音楽活動を始める。当初はヴァンス・アーノルドという芸名で活動していた。
1964年、デッカ・レコードからビートルズのカバー曲「ぼくが泣く」でデビューするが不発に終わり、シェフィールドでグリース・バンドと共にライブ活動を行った。R&Bに影響を受けた唱法やライブ・パフォーマンスが評判を呼び、1968年にクリス・ステイントンとの共作「マジョリーン」でA&Mレコードから再デビュー。同シングルは全英シングルチャート入りを果たして48位まで上昇した。同年にビートルズのカヴァー「心の友」が全英チャート1位の大ヒット、イギリスのみならずFM放送局を通じてアメリカ、オランダ、ベネズエラなどの国で脚光を浴びる。
1969年、ウッドストック・フェスティバルに出演。「心の友」のパワフルな歌唱とエア・ギター・パフォーマンスは映画『ウッドストック/愛と平和と音楽の三日間』を通じて世界の聴衆にも強い印象を与え、彼の人気を決定づけた。同年発表したレオン・ラッセル制作のシングル「デルタ・レディ」も全英10位を記録する。
1970年、再びビートルズの「シー・ケイム・イン・スルー・ザ・バスルーム・ウィンドー」やトラフィックの「フィーリン・オールライト」のカバーでアメリカのチャートにも食い込んだ。ラッセルが仕掛け人になった同年のアメリカ・ツアーでは、メディスン・ショウの一座の様な大所帯のバック・バンドが話題となった。この『マッド・ドッグス&イングリッシュメン・ツアー』は商業的には成功に至らなかったが、フィルモア・イーストでのコンサートの模様を収録したライブ・アルバム『マッド・ドッグス&イングリッシュメン』（1970年）はヒットした。コーラスを担当したリタ・クーリッジがソロで歌ったデラニー&ボニー・アンド・フレンズの「スーパースター」は、ベット・ミドラーやカーペンターズに歌い継がれた。だがツアーの負債は彼一人が負うことになってしまう。
やがて彼はラッセルにも相棒のステイントンにも去られ、ツアーに疲れ金銭的にも恵まれなくなった、1972年10月14日、ツアーの滞在先だったオーストラリアで大麻所持の容疑で逮捕されてしまう。現地の連邦警察当局は彼に48時間以内の出国を命じ、これに対して多くのファンが抗議活動を行い、大麻の合法化の討論にまで発展した。
1974年、ようやくアルバム『ユー・アー・ソー・ビューティフル』を制作。1975年には同アルバムからシングルカットされたビリー・プレストンのカヴァー「ユー・アー・ソー・ビューティフル」がビルボードのヒット・チャートで5位になり、彼のキャリアを高めた。アルバム『ジャマイカ・セイ・ユー・ウィル』、そして翌1976年にはジャマイカでスタッフとピーター・トッシュ、エリック・クラプトンらと録音したアルバムを発表する一方、長年の薬物中毒とアルコール依存の脱却をはかった。
1981年、前年にゲスト・ボーカルで参加したザ・クルセイダーズの『スタンディング・トール』がグラミー賞候補になった。1982年、ジェニファー・ウォーンズとデュエットした映画『愛と青春の旅だち』の主題歌「愛と青春の旅だち (Up Where We Belong)」が全米1位のヒットを記録した。こうして彼は大衆的な歌手としてアルバムをコンスタントに発表できるキャリアを確立した。
1994年、ウッドストック25周年記念コンサートに出演して「心の友」を披露。
2007年12月、功績をたたえられてエリザベス女王よりOBEを授与された。
2014年12月22日、コロラド州クロフォードで肺がんのため死去。70歳没。

## ディスコグラフィ

### スタジオ・アルバム
- 『心の友』 - With a Little Help from My Friends (1969年)
- 『ジョー・コッカー&レオン・ラッセル』 - Joe Cocker! (1969年)
- Joe Cocker (1972年) ※『サムシング・トゥ・セイ』 - Something To Sayとして再発あり
- 『ユー・アー・ソー・ビューティフル』 - I Can Stand a Little Rain (1974年) ※旧邦題『ア・リトル・レイン』
- 『ジャマイカ・セイ・ユー・ウィル』 - Jamaica Say You Will (1975年)
- 『スティングレイ』 - Stingray (1976年)
- 『青い影』 - Luxury You Can Afford (1978年)
- 『シェフィールド・スティール』 - Sheffield Steel (1982年)
- 『街の孤独』 - Civilized Man (1984年)
- 『コッカー』 - Cocker (1986年)
- 『アンチェイン・マイ・ハート』 - Unchain My Heart (1987年)
- 『ワン・ナイト・オブ・シン』 - One Night of Sin (1989年)
- 『ナイト・コールズ』 - Night Calls (1991年)
- 『ハヴ・ア・リトル・フェイス』 - Have a Little Faith (1994年)
- 『オーガニック』 - Organic (1996年)
- 『アクロス・フロム・ミッドナイト』 - Across from Midnight (1997年)
- 『ノー・オーディナリー・ワールド』 - No Ordinary World (1999年)
- Respect Yourself (2002年)
- Heart & Soul (2004年)
- Hymn for My Soul (2007年)
- Hard Knocks (2010年)
- Fire It Up (2012年)

### ライブ・アルバム
- 『マッド・ドッグス&イングリッシュメン』 - Mad Dogs & Englishmen (1970年)
- 『ライヴ・イン・L.A.』 - Live in LA (1976年)
- Space Captain(1976年)
- 『不死鳥の如く』 - Live in New York (1981年)
- 『ライヴ・ベスト!』 - Joe Cocker Live (1990年)
- 『オン・エアー』 - On Air 1968/1969 (1998年)
- Standing Here - Live in Colorado (2001年)
- Mad Dogs & Englishmen: The Complete Fillmore East Concerts (2006年)
- Live at Woodstock  (2009年)
- Fire It Up - Live (2013年)

### コンピレーション・アルバム
- Cocker Happy (1971年)
- Joe Cocker's Greatest Hits (1977年)
- 『ザ・グレイテスト・ヒッツ・オブ・ジョー・コッカー』 - The Best of Joe Cocker (1992年)
- 『ロング・ヴォヤージ・ホーム - ジョー・コッカー・ボックス』 - The Long Voyage Home (1995年)
- Greatest Hits (1998年)
- The Anthology (1999年)
- Greatest Love Songs (2003年)
- The Ultimate Collection 1968-2003 (2003年)
- Ultimate Collection (2004年)
- Gold (2006年)
- Classic Cocker (2007年)
- Icon (2011年)
- 20th Century Masters The Millennium Collection (2015年)
- The Life of a Man: The Ultimate Hits 1968–2013 (2015年)
- The Album Recordings 1984–2007 (box set) (2016年)